# Ovdas internationella flygplats
Den här artikeln har delvis skapats av Lsjbot, ett program (en robot) för automatisk redigering (2016-09). Artikeln kan eventuellt innehålla språkliga fel eller ett märkligt bildurval. Mallen kan avlägsnas efter en kontroll av innehållet.
Ovdas internationella flygplats (arabiska: اوڤدا مطار, hebreiska: נמל התעופה עובדה) är en flygplats i Israel som öppnades 1981. Den ligger i den södra delen av landet. Ovdas internationella flygplats ligger 454 meter över havet.
Terrängen runt Ovdas internationella flygplats är platt åt nordväst, men åt sydost är den kuperad. Runt Ovdas internationella flygplats är det ganska glesbefolkat, med 42 invånare per kvadratkilometer. Närmaste större samhälle är Newé H̱arif, 14,5 km nordost om Ovdas internationella flygplats. Trakten runt Ovdas internationella flygplats är ofruktbar med lite eller ingen växtlighet.
Flygplatsen slutade hantera civila flygningar den 31 mars 2019 tack vare öppnandet av Ramon Airport, som ligger mycket närmare Eilat än Ovda.